# Матяш, Роман Яковлевич
Роман Яковлевич Матяш (укр. Роман Якович Матяш; 17 ноября 1894 — 18 ноября 1919) — украинский революционер, политический деятель.

## Биография
Родился в с. Мокрый Тагамлык Константиноградского уезда Полтавской губернии (ныне в составе с. Базилевщина Машевского района Полтавской области) в крестьянской семье. Окончил Полтавскую фельдшерскую школу. С 1914 года служил в российской армии во время Первой мировой войны.
После Февральской революции 1917 года — один из руководителей организации Украинской партии социалистов-революционеров на Полтавщине, член исполкома Полтавского совета рабочих и солдатских депутатов. С мая 1917 — член Украинской Центральной Рады от Полтавской губернии. В УПСР занимал левые позиции, примкнул к т. н. левобережцам.
После 4-го съезда УПСР (май 1918) и выделения её левого крыла в партию боротьбистов — один из организаторов подпольных боротьбистских ячеек на Херсонщине, Екатеринославщине, Харьковщине. Участник вооружённого восстания против гетманского режима на Полтавщине.
Находился в социалистической оппозиции к Директории Украинской Народной Республики и был организатором политического выступления против неё на крестьянском съезде Полтавщины (декабрь 1918). В 1919 году — секретарь Полтавского губернского комитета УПСР (коммунистов-боротьбистов). Во время деникинской оккупации — в подполье, губернский эмиссар ЦК Украинской коммунистической партии (боротьбистов) в Харьковской губернии.
Погиб, пробираясь на явку и случайно попав ночью под поезд неподалеку от Харькова. Иван Майстренко в своих воспоминаниях называл его выходцем «из политической школы Заливчего», «самой динамичной боротьбистской фигурой» региона, фанатиком и профессиональным революционером, который был для него образцом и примером.